# Hola Hola (EP)
Hola Hola é o extended play de estreia do grupo sul-coreano KARD. O EP foi lançado em 19 de julho de 2017 pela DSP Media. Ele é composto por seis faixas, incluindo os três singles antecedentes dos projetos de pré-estreia — "Oh NaNa", "Don't Recall" e "Rumor" — e o mais recente single, "Hola Hola".

## Antecedentes
KARD havia seguindo um projeto de pré-estreia, onde o grupo lançava 3 singles antes de sua estreia oficial. No começo de junho, foi revelado que o grupo ia lançar seu primeiro mini-álbum no mês seguinte e que o videoclipe ia ser gravado em Las Vegas. Em 30 de junho, foi anunciado através das redes sociais que eles iam fazer seu debut em 19 de julho. Em 6 de julho, foi revelado que o mini-álbum terá 6 faixas.

## Promoção

### Singles
"Oh NaNa" foi o primeiro single do projeto de pré-estreia do grupo, lançado em 13 de dezembro de 2016, a canção contou com a participação de Youngji. A música alcançou a quinta posição na Billboard World Digital Songs. A música ficou na quinta posição na Billboard World Digital Songs.
"Don't Recall" foi o segundo single do projeto, lançado em 16 de fevereiro de 2017. A canção atingiu a quinta posição na Billboard World Digital Songs e recebeu uma versão em inglês.
"Rumor" foi o último single do projeto, lançado em 24 de abril de 2017. A música vendeu 3,000 cópias no território americano e atingiu a terceira posição na Billboard World Digital Songs.
"Hola Hola" foi lançado em 19 de julho de 2017, junto com o mini-álbum. É o single que marca a estreia oficial do grupo, o clipe foi lançado dia 19 de julho. O grupo fez um showcase para divulgar o álbum que foi transmitido pelo V App no mesmo dia do lançamento. O grupo iniciou as promoções nos programas musicas no M! Countdown, performando a faixa-título juntamente de "Don't Recall".

## Lista de faixas
| Edição digital |                                     |                                   |                                   |                 |         |  |
| N.º            | Título                              | Letras                            | Música                            | Arranjo         | Duração |  |
| 1.             | "Oh NaNa" (com Youngji)             | Nassun BM J.Seph                  | Nassun Dalgwi Big Tone EJ Show    | Dalgwi          | 3:26    |  |
| 2.             | "Don't Recall"                      | Nassun Big Tone J.Seph            | Nassun Dalgwi Big Tone            | EJ Show         | 3:28    |  |
| 3.             | "Rumor"                             | Nassun BM                         | Nassun Dalgwi Big Tone            | EJ Show         | 3:37    |  |
| 4.             | "Hola Hola"                         | BM J.Seph Nassun Big Tone         | Nassun DALGUI Big Tone            | EJ Show         | 3:23    |  |
| 5.             | "나는 멈추지 않는다 (I Won't Stop)" | Cho Jinho                         | Cho Jinho                         | DALGUI Big Tone | 3:49    |  |
| 6.             | "Living Good (Special thanks to)"   | BM J.Seph Somin Jiwoo LEEZ Nassun | BM J.Seph Somin Jiwoo LEEZ Nassun | BM LEEZ         | 3:36    |  |
| Duração total: | Duração total:                      | Duração total:                    | Duração total:                    | Duração total:  | 21:19   |  |

| Edição física  |                               |                        |                |         |  |
| N.º            | Título                        | Música                 | Arranjo        | Duração |  |
| 7.             | "Oh NaNa" (instrumental)      | Nassun                 | Dalgwi         | 3:26    |  |
| 8.             | "Don't Recall" (instrumental) | Nassun Dalgwi Big Tone | EJ Show        | 3:28    |  |
| 9.             | "Rumor" (instrumental)        | Nassun Dalgwi Big Tone | EJ Show        | 3:37    |  |
| 10.            | "Living Good" (instrumental)  | Nassun DALGUI Big Tone | EJ Show        | 3:36    |  |
| Duração total: | Duração total:                | Duração total:         | Duração total: | 35:26   |  |

## Desempenho nas tabelas musicais
| Tabela musical (2017)                         | Melhor posição |
| --------------------------------------------- | -------------- |
| Coreia do Sul (Gaon Album Chart)              | 2              |
| Mundo (Billboard World Albums)                | 3              |
| Estados Unidos (Billboard Heatseekers Albums) | 25             |

## Histórico de lançamento
| País          | Data                | Formato          | Gravadora |
| ------------- | ------------------- | ---------------- | --------- |
| Coreia do Sul | 19 de julho de 2017 | Download digital | DSP Media |
| Mundo         | 19 de julho de 2017 | Download digital | DSP Media |
| Coreia do Sul | 20 de julho de 2017 | CD               | DSP Media |